# Double Springs
Double Springs is een plaats (town) in de Amerikaanse staat Alabama, en valt bestuurlijk gezien onder Winston County.

## Demografie
Bij de volkstelling in 2000 werd het aantal inwoners vastgesteld op 1003.
In 2006 is het aantal inwoners door het United States Census Bureau geschat op 993, een daling van 10 (-1,0%).

## Geografie
Volgens het United States Census Bureau beslaat de plaats een oppervlakte van
10,0 km², geheel bestaande uit land. Double Springs ligt op ongeveer 241 m boven zeeniveau.

## Plaatsen in de nabije omgeving
De onderstaande figuur toont de plaatsen in een straal van 24 km rond Double Springs.